# 直布罗陀足球协会
直布羅陀足球協會（英語：Gibraltar Football Association，簡稱GFA）是專門管轄直布羅陀足球事務的組織，負責組織直布羅陀足球聯賽、巨岩盃、直布羅陀超級盃等賽事，並管理男女子各級別直布羅陀足球代表隊。
直布羅陀足球協會成立於1895年，於2013年5月24日加入歐洲足協，並於2016年5月14日獲准加入國際足協。

## 外部連結
- 官方網頁 （页面存档备份，存于）
- 歐洲足協網頁 （页面存档备份，存于）